# Cyclops mulleri
Cyclops mulleri is een eenoogkreeftjessoort uit de familie van de Cyclopidae. De wetenschappelijke naam van de soort is voor het eerst geldig gepubliceerd in 1806 door Ferussac.